# Tony Field (cầu thủ bóng đá, sinh 1942)
Anthony Frederick Field (sinh ngày 23 tháng 5 năm 1942) là một cựu cầu thủ bóng đá người Anh thi đấu ở vị trí tiền đạo.
Fields có 2 lần ra sân cho Chester ở Football League tại cuối mùa giải 1960–61, là sản phẩm của hệ thống đào tạo trẻ của câu lạc bộ. Đây được chứng tỏ là những tiềm năng cho câu lạc bộ và ông chuyển đến Southport nhưng không hề được ra sân.